# 三明站
三明站原名三明南站，位于福建省三明市三元区西部的台江新区，是南龙铁路的一座火车站。车站于2016年10月开工，2018年12月投入运营。在车站建设过程中，施工单位对既有鹰厦铁路三元区-荆西区间进行了改线，以方便车站及附近配套设施的建设。

## 车站结构

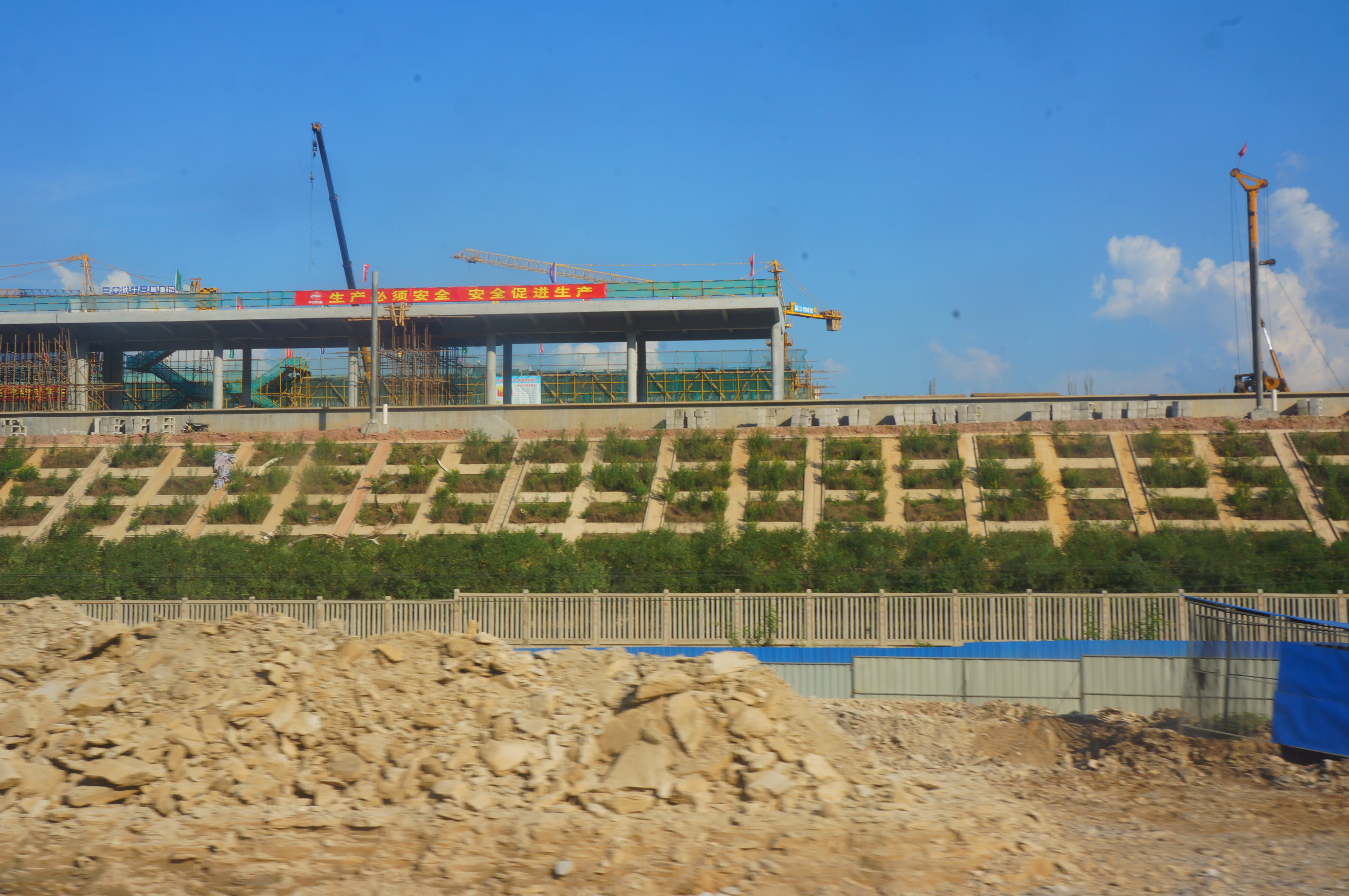
建设中的站台，2017年8月

### 站场
三明站设3站台7线，其中正线2条，到发线5条，站台为两岛一侧式。站房与站场通过两座宽8米地下通道连接。
| 5站台    | 南龙铁路 往龙岩方向（永安南站） |
| 岛式站台 |                                 |
| 4站台    | 南龙铁路 往龙岩方向（永安南站） |
| 通过线   | 南龙铁路 下行列车通过线         |
| 通过线   | 南龙铁路 上行列车通过线         |
| 3站台    | 南龙铁路 往延平方向（三明北站） |
| 岛式站台 |                                 |
| 2站台    | 南龙铁路 往延平方向（三明北站） |
| 1站台    | 南龙铁路 往延平方向（三明北站） |
| 侧式站台 |                                 |

## 接驳交通
三明站的接驳交通设在面积78160平方米的枢纽广场地下一层。枢纽地下广场的商业面积25666平方米，车库51644平方米，设有车位1488个。三明站站前广场设三明汽车南站：车站建设4层，约16492平方米，停车场为21600平方米，设计有长途客运发车位20个，公交发车位12个，夜间可停客运车120部，公交车47部；此外，还设有设有酒店一座：建设4层，约7965平方米，提供客房82间。